# Narcissus triandrus
Narcissus triandrus es una planta bulbosa de la familia de las amarilidáceas y el único miembro del género Narcissus en la sección Ganymedes.

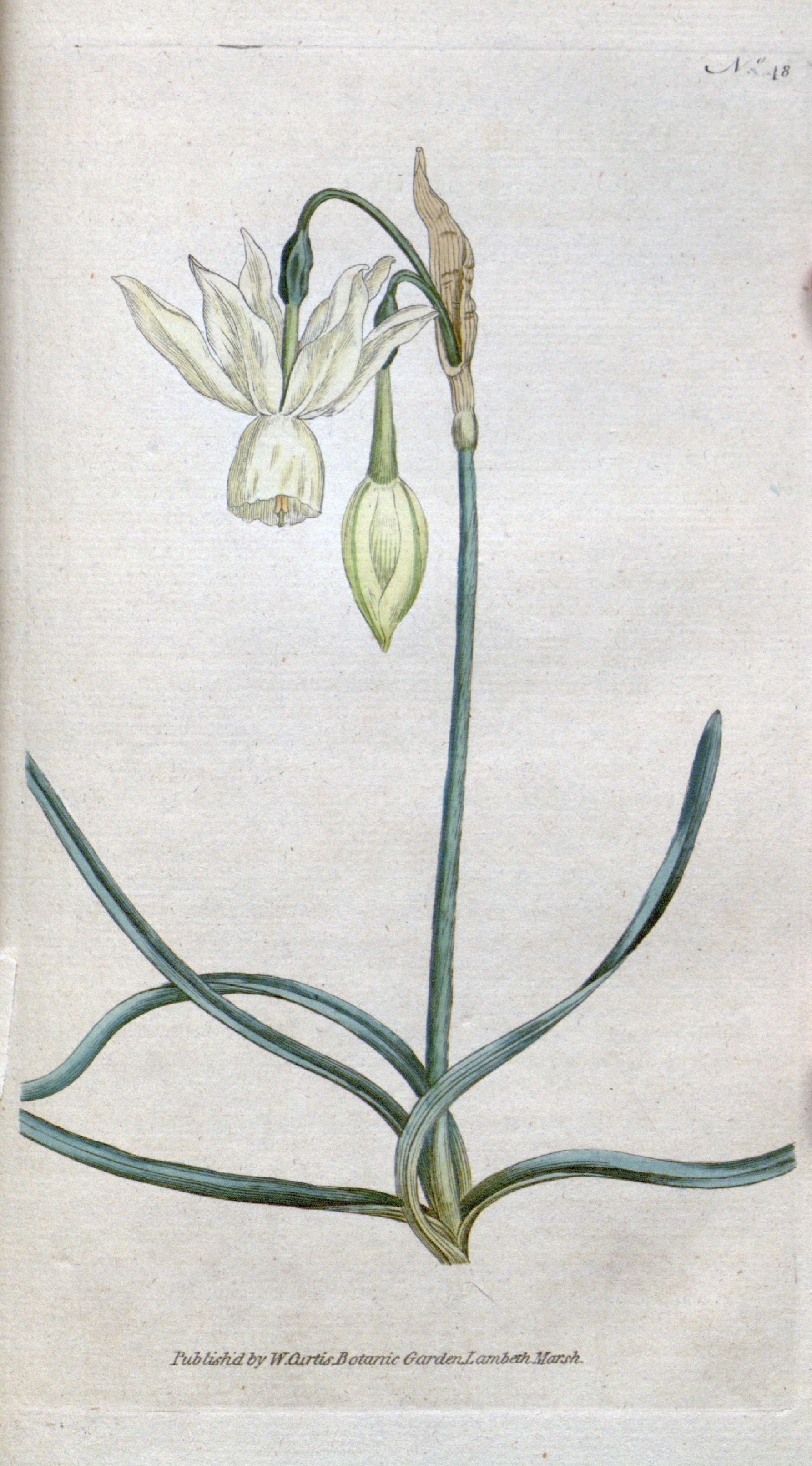
Ilustración

## Descripción
Especie muy característica dentro del género Narcissus, con flores en grupos de 1-8, péndulas, de color blanco, amarillo pálido o amarillo intenso; el tubo del perigonio es largo y tubular, la corona con forma de copa más o menos alargada y los tépalos reflexos y retorcidos. Estambres inferiores incluidos en el tubo, los superiores salientes. Hojas de 1-8 mm de anchura, con el haz acanalado y el envés estriado. Florece en primavera.

## Hábitat
Brezales, bosques y zonas rocosas. En espacios soleados entre los berceos, repisas de pedregales, carrascales, y berrocales.

## Distribución
En la Península ibérica, Francia (Archipel des Glénan).

## Taxonomía
Narcissus triandrus fue descrita por  Carlos Linneo y publicado en Species Plantarum ed. 2 416 1762.
Citología
Número de cromosomas de Narcissus tazetta (Fam. Amaryllidaceae) y táxones infraespecíficos: n=5 2n=10. 2n=20,21,30,31. 2n=22.
Etimología
Narcissus nombre genérico que hace referencia  del joven narcisista de la mitología griega Νάρκισσος (Narkissos) hijo del dios río Cephissus y de la ninfa Leiriope; que se distinguía por su belleza. 
El nombre deriva de la palabra griega: ναρκὰο, narkào (= narcótico) y se refiere al olor penetrante y embriagante de las flores de algunas especies (algunos sostienen que la palabra deriva de la palabra persa نرگس y que se pronuncia Nargis, que indica que esta planta es embriagadora). 
triandrus: epíteto latino que significa "con tres estambres".
Sinonimia
| - Ajax lusitanicus M.Roem. - Ajax reflexa (Brot.) M.Roem. - Assaracus capax (Salisb.) Haw. - Assaracus capax var. plenus Haw. - Assaracus reflexus (Brot.) Haw. - Ganymedes albus Haw. - Ganymedes capax (Salisb.) Herb. - Ganymedes effusus Salisb. - Ganymedes linnaei Kunth - Ganymedes nutans Haw. - Ganymedes ochroleucus Haw. - Ganymedes pulchellus (Salisb.) Salisb. - Ganymedes reflexus (Brot.) Herb. - Ganymedes striatulus Haw. - Ganymedes triandrus (L.) Haw. - Hermione concolor M.Roem. - Hermione homochroa M.Roem. - Hermione pulchella (Salisb.) M.Roem. | - Hermione weinmannii M.Roem. - Illus triandrus (L.) Haw. - Narcissus arcuatus Heynh. - Narcissus calathinus Delarbre - Narcissus campanulatus Link - Narcissus capax (Salisb.) Schult. & Schult.f. - Narcissus haworthii G.Don - Narcissus jonquilloides Willd. ex Schult. & Schult.f. - Narcissus loiseleurii (Rouy) Traub - Narcissus pulchellus Salisb. - Narcissus pyrenaicus Pers. - Narcissus reflexus Brot. - Narcissus reflexus Loisel. - Narcissus striatellus Spach - Queltia capax Salisb. - Queltia triandra (L.) M.Roem. |